# Castanheira (Mato Grosso)
Castanheira is een gemeente in de Braziliaanse deelstaat Mato Grosso. De gemeente telt 8.059 inwoners (schatting 2009).